# 1.er Grupo de Apoyo Logístico de Australia
El 1.er Grupo de Apoyo Logístico de Australia (1 ALSG) fue una unidad de apoyo terrestre del ejército australiano durante la Guerra de Vietnam ubicada en el 1.er Complejo de Apoyo de Australia en Vũng Tàu. 1 ALSG comandaba unidades de apoyo logístico a todas las fuerzas australianas en Vietnam del Sur y estaba compuesto por unidades de ingenieros, transporte, artillería, médicos y cuerpos de servicio.  La unidad se formó inicialmente en 1965 como la Compañía Australiana de Apoyo Logístico para apoyar al 1.er Batallón del Regimiento Real Australiano en la Base Aérea de Bien Hoa, y fue redesignada como 1 ALSG en abril de 1966 luego de la formación del 1.er Grupo de Trabajo Australiano como el Australiano. Se amplió el compromiso en Vietnam.

## Organización
- Sede 1 ALSG
  - 17 escuadrón de construcción
  - Tropas de Buques Pequeños 1,3 y 32
  - 87 pelotón de transporte
  - 21 pelotón de suministros
  - Destacamento 176 Compañía de Despacho Aéreo
  - 2 ambulancias de campo (posteriormente reemplazadas por 8 ambulancias de campo)
  - Taller de campo 101
  - Destacamento Unidad Postal de 1.a División
  - 1er Centro Australiano de Convalecencia y Descanso [1]
  - 110 escuadrón de señales